# Uleastrum paraguense
Uleastrum paraguense là một loài Rêu trong họ Orthotrichaceae. Loài này được (Besch.) W.R. Buck miêu tả khoa học đầu tiên năm 1985.